# Infamous (jeu vidéo)
Pour les articles homonymes, voir Infamous.
Infamous (inFAMOUS selon la graphie du logo) est un jeu vidéo d'action-aventure développé par Sucker Punch et édité par Sony Computer Entertainment. Il est sorti en 2009 uniquement sur la console PlayStation 3.
L'univers du jeu s'inspire des comics. Il a connu une suite en 2011 : inFamous 2.

## Trame

### Scénario
L'histoire se déroule dans la ville de Empire City, une cité qui sombre dans le chaos après avoir été la cible d'une explosion et mise en quarantaine. Cole MacGrath, le coursier qui portait la bombe, sort indemne de l'explosion. Il se découvre alors des super-pouvoirs et tente de faire la vérité sur les évènements, accompagné de sa fiancée Trish et de son ami d'enfance Zeke.

### Personnages
Cole MacGrath (VF : Guillaume Orsat) : c'est le protagoniste de l'histoire. Avant l'explosion dans Empire City, il était coursier et menait une vie presque hors-la-loi avec Zeke. En ouvrant un colis, il déclenche une explosion qui ravage la ville. À son réveil, Cole s'aperçoit qu'il est doté de pouvoirs électriques incroyables.
Zeke Jedediah Dunbar (VF : Jérôme Pauwels) : c'est le meilleur ami de Cole, il vient des milieux défavorisés, ce qui l'a conduit à détester l'autorité et la police. De nature enjouée, il regrette néanmoins de ne pas pouvoir suivre Cole dans ses aventures. Il se méfie du F.B.I. et des autorités avec lesquelles Cole travaille, notamment de Moya.
Trish Dailey : c'est la petite amie de Cole. Elle travaille dans l'univers médical et se consacre corps et âme aux survivants de l'explosion et de l'épidémie.
Directeur Harms : c'est le directeur de la police d'Empire City. Il fait régulièrement appel à Cole pendant le jeu, pour l'aider à maintenir l'ordre.
Moya Jones : c'est un agent du FBI. Elle a chargé Cole de retrouver son mari, John, qui se trouvait à Empire City peu avant l'explosion.
Sasha (VF : Laurence Crouzet) : c'est une femme transformée en monstre, qui semble éprise de Cole, et qui tente de le piéger tout au long de l'histoire en communiquant par télépathie. Elle est à la tête des Faucheurs. C'est le premier boss du jeu.
Alden Tate : c'est un vieil homme qui était destiné à prendre la tête des Premiers Fils, mais qui s'est fait voler son héritage par Kessler lorsqu'il était enfant. Il finira jeté à la rue par sa famille jusqu'au jour de l'explosion où il acquit ses pouvoirs. Il possède des pouvoirs de télékinésie très puissant et est à la tête des Nettoyeurs. C'est le second boss du jeu.
Kessler (VF : Gabriel Le Doze) : c'est le chef des Premiers Fils, une organisation secrète. En réalité, Kessler n'est d'autre que le double de Cole, venant directement du futur. A son époque, Kessler s'est retrouvé a fuir avec sa famille après l'arrivée de « La Bête ». Finalement, le monde a été détruit, et sa famille tuée. Il a alors utilisé ses pouvoirs pour retourner dans le passé et retrouver Cole, afin de faire de lui le héros qu'il n'avait jamais pu devenir.

## Système de jeu

### Généralités
inFamous est un jeu d'action à « monde-ouvert ». Le joueur incarne Cole MacGrath qu'il déplace librement dans la ville, qui s'étend sur trois îles. Il peut accomplir les missions principales pour progresser dans la trame narrative ou s'attarder sur diverses missions secondaires comme arrêter des agressions, récupérer des fragments, remettre sur pied des citoyens, etc.
Le personnage se déplace essentiellement à pied : il est capable d'escalader et de tenir en équilibre sur de nombreux éléments (immeubles, poteaux, grillages, trains, etc). Il peut éviter les tirs ennemis en se couvrant derrière les éléments du décor et maîtrise un enchaînement de coups de mêlée. Le personnage ne craint pas les chutes mais l'élément aquatique est son principal point faible.

### Antagonistes
Au cours de l'histoire, Cole va se confronter à trois factions ennemies : 
- Les Faucheurs : Reconnaissables grâce à leurs veste rouges avec un crâne blanc dessiné sur la capuche, ce gang est composé de dealers et d'autres voyous. Depuis l'explosion, ils ont pris le contrôle de Neon District. Dirigés par Sasha, ils possèdent leurs QG à l'intérieur d'un tunnel délabré. C'est d'ailleurs dans ce tunnel qu'on découvre l'autre nature des Faucheurs : aux dealers s'ajoutent des civils transformés et manipulés mentalement par Sasha, après que cette dernière leur ait injecté une substance goudronnante.
- Les Nettoyeurs : Dirigés par Alden Tate, il s'agit d'un groupe de sans-abris qui se sont réunis en un gang, prenant ainsi le contrôle du quartier Warren. Bien qu'ils soient physiquement négligés (de par les sacs poubelle qu'ils portent sur la tête), ce sont d'excellents techniciens. En effet, ils utilisent leurs compétences en matière de robotique pour fabriquer des machines de guerre (Golem, araignées drones...) afin de renforcer leurs unités. Ils possèdent une gigantesque tour (composée de déchets et de ferrailles) en guise de QG, au sommet de laquelle Alden cache la Métasphère.
- Les Premiers Fils : Un gang mystérieux, composé de soldats portants des tenus de survie. Avant que Kessler ne devienne leur chef, ils étaient censés être dirigés par Alden, avant que ce dernier ne se fasse voler son leadership. Côté armement, ils sont très bien équipés, grâce aux mini drones qu'ils conçoivent, et à leurs armes à feu. C'est d'ailleurs ce gang qui a travaillé sur le projet de la Métasphère, pendant que John White les infiltraient pour obtenir des informations.

### Karma
L’une des particularités du jeu tient aux possibilités d'évolution du personnage. Cole peut devenir un Héros ou un Infâme en fonction des choix faits par le joueur tout au long de l'histoire. En effet, il est confronté à des choix d'ordre moral : sauver Empire City ou se préoccuper davantage de lui-même. Son karma a une incidence sur les pouvoirs à débloquer, son aspect physique, l'attitude des citoyens à son égard, la nature de certaines missions secondaires, le dénouement de l'histoire semble changer selon les choix, mais finalement les deux possibilités d'évolution mènent le joueur au même résultat final. Par ailleurs, peu importe le Karma, Kessler est le boss de fin du jeu. Le karma se divise en trois sous catégories par niveaux : 

#### Bon Karma
- Gardien
- Champion
- Héros

Mauvais Karma :
- Voyou
- Hors-la-loi
- Infâme

Note : Si Cole choisit d'activer la Métasphère, non seulement il décuplera ses pouvoirs mais sera considéré comme un Infâme de niveau supérieur. En effet, son karma sera définitivement bloqué au niveau Infâme et ne pourra donc plus redevenir un héros. De plus, ce changement aura un impact sur la couleur de ses éclairs : ces derniers deviendront noirs et rougeâtres.  

### Pouvoirs
Cole se découvre progressivement des aptitudes physiques et des pouvoirs extraordinaires, digne d’un super-héros. Les pouvoirs sont basés sur l'énergie électrique, qu'il est capable d'emmagasiner et qu'il puise dans les sources électriques de la ville (cabines téléphoniques, éclairages publics, transformateurs, etc.).
Certains pouvoirs sont spécifiques à un karma particulier, d'autres sont disponibles quel que soit le karma.
- Éclair : de petites décharges électriques qui peuvent atteindre des cibles, détruire certains objets ou recharger des appareils électriques.
- Onde de choc : permet de propulser des ennemis ou des objets.
- Coup de tonnerre : une onde de choc dévastatrice qui détruit tout dans un rayon donné.
- Surcharge brutale : un éclair qui ricoche sur les surfaces métalliques en tuant les ennemis qui se trouvent derrière.
- Arc fatal : un éclair continu.
- Grenade : permet de lancer de l'électricité concentrée qui explose.
- Bombe mégawatt : une masse électrique qui explose au contact.
- Tempête foudroyante : déclenche un orage qui s'abat sur vos ennemis.
- Mur à polarité : un champ électrique qui protège des attaques.
- Drainage électrique : permet à Cole de reprendre des forces.
- Impulsion salvatrice : permet de soigner des blessés.
- Entrave électrique : permet d'immobiliser des ennemis.
- Neuro-succion : permet d'aspirer l'énergie des ennemis.
- Lames Gigawatt : deux lames électriques apparaissent aux bras de Cole, améliorant le combat au corps à corps.

## Développement

### Évolution du projet
inFamous est développé par Sucker Punch Productions par une équipe de 60 personnes. Cette équipe a travaillé sur le jeu pendant près de trois ans. Bien qu'ils aient pu avoir la possibilité de demander des fonds supplémentaires auprès de Sony pour augmenter la taille de leur effectif et terminer le jeu en seulement deux ans, le producteur Brian Fleming a préféré garder son équipe réduite pour travailler sur ce type de projet. Pour la conception du protagoniste principal, le nom de Cole « McGrath » est un hommage au réalisateur Douglas McGrath qui sortit en 2006, soit trois ans plus tôt, un film du nom d'Infamous.
Le projet est dévoilé en juillet 2007 à l'occasion de l'Electronic Entertainment Expo. Le jeu a été présenté à la Japan Expo 2009.

### Musique
La bande son est composée par Amon Tobin, James Dooley, Mel Wesson et Martin Tillman, sous la direction de Jonathan Mayer de chez Sony Computer Entertainment America,.

## Accueil

### Ventes
D'après le site aux méthodes de calcul controversées VG Chartz, inFamous s'est écoulé à 2,93 millions de copies dans le monde depuis sa sortie, dont près de 60 % des ventes ont lieu uniquement en Amérique du Nord. En effet 1,73 million d'exemplaires sont vendues dans cette région tandis que l'Europe atteint environ 680 mille copies et le Japon en accumule approximativement 120 mille. Par ailleurs, inFamous reste le jeu vidéo le plus vendu de la franchise.

## Postérité
Le jeu a pour suite Infamous 2.

## Bandes Dessinée
Infamous comic est une bande dessinée en une partie, sorti en Mars 2011, et a été publié par DC Comics, en association avec Sucker Punch, pour coïncider avec la sortie du deuxième jeu en 2011. Les bandes dessinées se déroulent entre les événements du premier et du deuxième jeu, montrant comment Cole s’échappe d’Empire City au Nouveau Marais. La série comic a été écrite par William Harms et dessinée par Eric Nguyen, et comprend également des couvertures dessinées par Doug Mahnke. Infamous: Post Blast est publié sur IGN, illustrant les événements qui ont conduit aux événements de Infamous. Il y a actuellement quatre bandes dessinées, chacune se concentrant à la fois sur Cole MacGrath et John White. L’histoire des bandes dessinées se déroule entre l’Introduction et First Glimpse.